# 清瀨善三
清瀨善三（日语：／ Kiyose Zenzō，1833年6月26日〈天保4年5月9日〉—1912年7月4日）是一名日本明治時期釀造家、銀行家、政治家及慈善家。他曾擔任貴族院多額納稅者議員。幼名秀吉。他也為慈善事業提供資金。

## 生平
清瀨出生於豐前國宇佐郡四日市村（大分縣宇佐郡四日市村，途經四日市町，即現在的宇佐市四日市），是釀造業者清瀨龜助的六男。他向敷田年治（吉松伊勢守）學習讀書、算術和習字等。父親看中他出色的資質，於是於1855年將家督交給他。
1856年他擔任四日市的宿役，隨後又擔任里掌、四日市村戶長等職位，並於1879年當選為四日市村議員，後來還擔任過同町會議員、宇佐郡會議員等職位。
1897年他創立了共立四日市銀行並擔任董事長。此外，他還擔任了本願寺四日市別院的財務職位。他也向慈善事業提供資金，並擔任大日本佛教慈善會財團評議員、日本赤十字社特別社員等職位。
在1904年的貴族院多額納稅者議員選舉中，他被選為議員，並於同年9月29日開始任職，直到1911年9月28日。

## 親族
- 長男 清瀨年治（攝影師）[4]
- 二男 清瀨保二（作曲家）[4]

## 備註
1. 1 2 3 4 5  『人事興信録 第2版』1209頁。
2. 1 2 3 4 5 6 7 8 9 10  『大宇佐郡史論』772-773頁。
3. 1 2 3 4  『議会制度百年史 - 貴族院・参議院議員名鑑』196-197頁。
4. 1 2 3 4 5 6 7 8 9  『大分県歴史人物事典』182頁。
5. 1 2 3 4  「名士経歴談 大分県選出貴族院議員 清瀬善三君」『経済時報』第40号、17頁。
6. ↑  『官報』第6377号、明治37年9月30日。